# История почты и почтовых марок Мавритании
История почты и почтовых марок Мавритании, государства в Западной Африке со столицей в Нуакшоте, включает период французского колониального управления этой территорией в составе Французской Западной Африки, и период независимости Мавритании (с 1960). В течение каждого из этих периодов в истории почты страны производились эмиссии почтовых марок от имени почтовой администрации Французской Западной Африки или Исламской Республики Мавритании.
Мавритания входит во Всемирный почтовый союз (ВПС; с 1967), и её официальным почтовым оператором является компания Mauripost — La Société Mauritanienne des Postes.

## Раннее развитие почты
До 1906 года Мавритания была военным округом в составе Французской Западной Африки. Тогда на всю территорию имелись всего два почтовых отделения в Каэди (Kaedi) и Россо (англ. Rosso; закрылось к 1915 году). В административном отношении они подчинялись Сенегалу и использовали почтовые марки Сенегала.
В 1915 году в колонии насчитывалось уже 10 почтовых отделений.
22 марта 1967 года Мавритания присоединилась к ВПС.

## Выпуски почтовых марок

### Колониальный период
Первые почтовые марки Мавритании колониального типа появились в 1906 году. На марках этого периода имелись следующие надписи на французском языке: «RF. Afrique-Occidentale française. Mauritanie» («Французская Республика. Французская Западная Африка. Мавритания»), «Postes» («Почта») и «Chiffre-taxe à percevoir» («Сумма, подлежащая доплате»).
Первые почтово-благотворительные марки этой колонии выпущены в 1915 году, первые памятные марки — в 1931 году, первые авиапочтовые марки — в 1940 году. Первый почтовый блок увидел свет в 1937 году.
В период с 1944 по 1960 год (по другим данным, в 1945—1959 или 1946—1960 годах) в Мавритании использовались почтовые марки Французской Западной Африки. Кроме того, колониальные мавританские марки с портретом Петена (времён режима Виши) были замечены в 1944 году в почтовом употреблении в Сенегале.

### Независимость
Первая почтовая марка независимой Мавритании была выпущена 20 января 1960 года. Эта почтовая миниатюра молодой республики была одновременно её первой памятной маркой, так как была посвящена провозглашению независимости. В том же году были эмитированы первые стандартные, в 1961 году — первые авиапочтовые, доплатные и служебные марки Исламской Республики Мавритании, в 1962 году — почтово-благотворительные марки, а в 1971 году — первый почтовый блок.
Всего за период с 1906 по 1963 год в колониальной и независимой Мавритании было выпущено 209 почтовых и 49 доплатных марок. При этом на марках были даны следующие надписи на французском и арабском языках: «République islamique de Mauritanie» и «الجمهورية الإسلامية الموريتانية» («Исламская Республика Мавритания»).

### Тематика
На выходивших впоследствии мавританских марках можно увидеть сюжеты, связанные с Советским Союзом. Так, в 1966 году была издана специальная марка по случаю полёта советского космического корабля «Восход-2». В 1970 году в обращение поступила памятная марка в ознаменование 100-летия со дня рождения В. И. Ленина, а в 1974 году — в связи с 50-летием кончины основателя советского государства. Памятные марки и блок также приурочивались к таким событиям, как совместный советско-американский космический полёт по программе «Союз — Аполлон» и Олимпиада-80.

## Фальсификации
28 апреля 2003 года Всемирный почтовый союз (ВПС) своим циркуляром № 161 распространил официальное сообщение почтовой администрации Мавритании о незаконном выпуске от имени Мавритании неустановленными частными лицами фальшивых марок, напоминающих официальные почтовые марки этой страны, и их продаже несведущим коллекционерам. Отмечены случаи незаконной печати в 2002—2003 годах не менее 95 таких виньеток на популярные сюжеты, мало связанные с национальной тематикой (белые медведи, маяки, Симпсоны, Уолт Дисней и др.); их список прилагался к циркуляру ВПС. Среди различных знаменитостей на этих нелегитимных марках были представлены групп Queen и The Beatles.